# Файнштейн
Файнштейн (нім. Feinstein — чистий штейн) — беззалізистий сульфід, проміжний продукт в пірометалургійній фазі отримання нікелю (Ni3S2) після конвертації із вмістом заліза менше 3%. Мідний файнштейн (Cu2S) частіше називається білим маттом.
При конвертації мідно-нікелевих штейнів отримують мідно-нікелевий файнштейн, що розділяється на мідний і нікелевий сульфідні концентрати флотацією.